# Pont de Bojons
El Pont de Bojons és una obra romànica de Sant Sadurní d'Osormort (Osona) protegida com a bé cultural d'interès local.

## Descripció
Pont de pedra d'un arc de mig punt que salva la riera major de Sant Sadurní d'Osomort, afluent per la dreta del Ter.
És d'un sol arc, aixamplat, pla i s'hi poden diferenciar perfectament les dues èpoques: la part més antiga és de pedra i la més nova és de maons.

## Història
Guia Itineraria de la regió del Montseny y Guilleries, Arthur Osona Barcelona-C.E.C 1899. Pàg.109. A la Gran casa de Buixeda y a la Confortable de la Cantina, tocant a las quals entre lo kilometre 14 y 15 hi ha lo pont de la Buxeda (No cita per res el Pont de la cantina en cap itinerari)